# Vỏ tương lai
Vỏ tương lai là một bức tranh mang thông điệp bảo vệ môi trường của họa sĩ Nguyễn Thị Kim Đức, bức tranh được đánh giá là gây ấn tượng mạnh tại Đại lễ Phật đản Vesak Liên Hợp Quốc 2019. Bức tranh đã được in thành 105 bản, có chữ ký của tác giả Nguyễn Thị Kim Đức để tặng cho 105 lãnh đạo và chức sắc tôn giáo của hơn 100 quốc gia trên thế giới, trong đó có Hòa thượng Phra Brahmapundit, Chủ tịch Ủy ban Tổ chức quốc tế Đại lễ Vesak Liên hợp quốc. Bức tranh gốc "Vỏ Tương Lai" trưng bày tại Triển lãm nghệ thuật Phật giáo "Con đường Giác ngộ" ở Điện Tam Thế chùa Tam Chúc (Kim Bảng, Hà Nam).

## Tác giả
Tác giả của bức tranh là Nguyễn Thị Kim Đức, con gái thứ năm của nhà văn Nguyễn Sơn Đỗng; sinh ra trong gia đình nghệ thuật, Nguyễn Thị Kim Đức đã có đam mê với hội họa từ nhỏ. Theo chia sẻ của tác giả, chính tình yêu môi trường đã thôi thúc cô vẽ nên bức tranh Vỏ tương lai.

## Chủ đề
Bức tranh được vẽ với những đường nét mạnh, gam màu tối không có sức sống thể hiện cho sự tàn phá cây cối và mặt đất; hình ảnh nước biển dâng xâm lấn dần đất liền và bầu không khí u uất, bị ô nhiễm nặng nền, thế giới động vật bơ vơ trước thảm họa thiên tai.